# Mikropropagacja fotoautotroficzna
Mikropropagacja fotoautotroficzna (ang. photoautotrophic micropropagation lub photoautotrophic tissue culture system) – mikrorozmnażanie (rozmnażanie wegetatywne in vitro) w warunkach fotoautotroficznych. Jeżeli środowisko zostanie tak zmodyfikowane, aby umożliwić fotosyntezę, to zielone eksplantaty roślinne mogą rosnąć in vitro na pożywkach niezawierających cukru.
Teorię mikropropagacji fotoautotroficznej stworzył japoński profesor Toyoki Kozai z zespołem z Uniwersytetu w Chibie. Wszystkie składniki pokarmowe w medium występują w formie nieorganicznej. Zmodyfikowane warunki środowiska to przede wszystkim wyższe natężenie światła (odpowiednia dla roślin długość fali) i dostępność dwutlenku węgla. 
Zaletami metody są: 
- ograniczenie zakażeniami mikrobiologicznym
- możliwość używania większych naczyń
- możliwość powiększania skali
- większa odporność roślin na stres
- zredukowane ryzyko mutacji materiału.

Kultury roślinne otrzymane drogą mikropropagacji fotoautotroficznej charakteryzują się dużą zdrowotnością, wykazując normalną morfologię i fizjologię.
W 1992 Japanese Society of Environment Control in Biology przyznało profesorowi Kozai nagrodę za powyższą teorię.